# Ronde van Nederland 1951
De 4e editie van de Ronde van Nederland ging op 5 juni 1951 van start in Amsterdam. De officiële start van de 1e etappe was in Volendam. De wielerwedstrijd over zes etappes eindigde op 10 juni weer in Amsterdam. De ronde werd gewonnen door Jean Bogaerts.

## Eindklassement
Jean Bogaerts werd winnaar van het eindklassement van de Ronde van Nederland van 1951 met een voorsprong van 2 minuten en 56 seconden op Joseph Van Staeyen. 
| Plaats  | Naam                | Tijd      |
| ------- | ------------------- | --------- |
| Winnaar | Jean Bogaerts       | 36u40'07" |
| 2       | Joseph Van Staeyen  | + 2'56"   |
| 3       | Jozef De Feyter     | + 8'15"   |
| 4       | Henri Van Kerckhove | + 11'15"  |
| 5       | Gerrit Voorting     | + 11'39"  |
| 6       | Harrie Schoenmakers | + 12'42"  |
| 7       | Henk Faanhof        | + 15'55"  |
| 8       | Gerrit Peters       | + 16'19"  |
| 9       | Jean Delahaye       | + 16'37"  |
| 10      | Gerrit Schulte      | + 17'45"  |

## Etappe-overzicht
| Etappe | Van - naar                | Km       | Etappewinnaar   |
| ------ | ------------------------- | -------- | --------------- |
| 1      | Volendam - Veendam        | 286      | Jozef De Feyter |
| 2      | Veendam - Venlo           | 283      | Henk Faanhof    |
| 3      | Venlo - Eindhoven         | 274      | Gerrit Schulte  |
| 4      | Eindhoven - Sint-Niklaas  | 198      | Jozef De Feyter |
| 5a     | Sint-Niklaas - Kreuningen | 52 (ITT) | Gerrit Schulte  |
| 5b     | Kreuningen - Rotterdam    | 104      | Henk Faanhof    |
| 6      | Rotterdam - Amsterdam     | 145      | Hub Vinken      |

1948 · 1949 · 1950 · 1951 · 1952 · 1953 · 1954 · 1955 · 1956 · 1957 · 1958 · 1959 · 1960 · 1961 · 1962 · 1963 · 1964 · 1965 · 1966 · 1967 · 1968 · 1969 · 1970 · 1971 · 1972 · 1973 · 1974 · 1975 · 1976 · 1977 · 1978 · 1979 · 1980 · 1981 · 1982 · 1983 · 1984 · 1985 · 1986 · 1987 · 1988 · 1989 · 1990 · 1991 · 1992 · 1993 · 1994 · 1995 · 1996 · 1997 · 1998 · 1999 · 2000 · 2001 · 2002 · 2003 · 2004 · 2005 · 2006 · 2007 · 2008 · 2009 · 2010 · 2011 · 2012 · 2013 · 2014 · 2015 · 2016 · 2017 · 2018 · 2019 · 2020 · 2021 · 2022 · 2023 · 2024